# Sapingia adspersa
Sapingia adspersa är en insektsart som beskrevs av Carl Stål 1854. Sapingia adspersa ingår i släktet Sapingia och familjen dvärgstritar. Inga underarter finns listade i Catalogue of Life.